# 1948 год в истории метрополитена
В этой статье перечисляются основные  события из истории метрополитенов в 1948 году. Полужирным шрифтом выделены открытия новых транспортных систем.

## События
- 21 ноября — Центральная линия лондонского метро продлена в западную часть города с введением в строй станций «Northolt», «South Ruislip», «Ruislip Gardens», «West Ruislip». Все станции, кроме «Northolt», ранее входили в состав железнодорожной ветки (Great Western and Great Central Joint Railway). «Ruislip Gardens» в 1958 станет исключительно станцией метро, тогда как «South Ruislip» и «West Ruislip» продолжат обслуживать одновременно и метро, и железную дорогу.
- На основе модернизированных вагонов типа В-4 (Московский метрополитен) был разработан проект новых вагонов М5. В 1953 они будут переоборудованы в УМ5, и на их базе будут созданы вагоны типа Д[1].